# Sprödmetalle
Die Gruppe der Sprödmetalle besteht aus den metallischen Modifikationen der Elemente Arsen (graues metallisches Arsen), Antimon und Bismut. Sie kristallisieren jeweils im hexagonal rhomboedrischen Gitter. Die Kristalle setzen sich aus gewellten Sechsringen zusammen, die Doppelschichten bilden.
Die namensgebende Besonderheit der Sprödmetalle liegt darin, dass sie sehr spröde sind, obwohl sie bereits zu den Halbmetallen (Arsen, Antimon) beziehungsweise zu den Metallen zählen. Sie lassen sich beispielsweise in Kugelmühlen mahlen.
Bei den Sprödmetallen weisen die Schmelzen eine höhere Dichte als die Festkörper auf. Der Grund liegt in der Stabilität der Kristallstruktur bei relativ kleinen Koordinationszahlen.